# تاتئویک رئوازیان
تاتئویک هاروتیونی رئوازیان (ارمنی: Տաթևիկ Հարությունի Ռևազյան؛ زادهٔ ۲۲ ژانویهٔ ۱۹۸۸)  سیاستمدار اهل ارمنستان است که از تاریخ ۲۰۱۸ تا تاریخ ۲۰۲۲ سمت ریاست اداره کل هواپیمایی کشوری ارمنستان را برعهده داشت.

## زندگی‌نامه
در ۲۲ ژانویهٔ ۱۹۸۸ ‏در ایروان به دنیا آمد و از مدرسه کسب و کار کپنهاگ و مدرسه اقتصاد استکهلم فارغ‌التحصیل شد. 

## برای مطالعهٔ بیشتر
- "Տաթևիկ Ռևազյան". azatutyun.am.